# Old Shawneetown
Old Shawneetown és una vila dels Estats Units a l'estat d'Illinois. Segons el cens del 2000 tenia 278 habitants.

## Demografia
Segons el cens del 2000, Old Shawneetown tenia 278 habitants, 100 habitatges, i 69 famílies. La densitat de població era de 206,4 habitants/km².
Dels 100 habitatges en un 36% hi vivien nens de menys de 18 anys, en un 44% hi vivien parelles casades, en un 20% dones solteres, i en un 31% no eren unitats familiars. En el 24% dels habitatges hi vivien persones soles el 7% de les quals corresponia a persones de 65 anys o més que vivien soles. El nombre mitjà de persones vivint en cada habitatge era de 2,78 i el nombre mitjà de persones que vivien en cada família era de 3,36.
Per edats la població es repartia de la següent manera: un 33,8% tenia menys de 18 anys, un 8,3% entre 18 i 24, un 27% entre 25 i 44, un 22,7% de 45 a 60 i un 8,3% 65 anys o més.
L'edat mediana era de 32 anys. Per cada 100 dones de 18 o més anys hi havia 93,7 homes.
La renda mediana per habitatge era de 18.214 $ i la renda mediana per família de 20.625 $. Els homes tenien una renda mediana de 25.625 $ mentre que les dones 13.750 $. La renda per capita de la població era de 9.379 $. Aproximadament el 33,3% de les famílies i el 39,4% de la població estaven per davall del llindar de pobresa.

## Poblacions properes
El següent diagrama mostra les poblacions més properes.